# Marcus Banks
Arthur Lemarcus Banks III, más conocido como Marcus Banks (Las Vegas, Nevada, 19 de noviembre de 1981) es un exjugador de baloncesto estadounidense que profesional durante trece temporadas, ocho de ellas en la NBA. Con 1,88 metros de estatura, jugaba en la posición de base.

## Trayectoria deportiva

### Universidad
Jugó sus dos últimos años como universitario en la Universidad de Nevada-Las Vegas, en los que promedió 18,1 puntos y 4,3 asistencias, siendo elegido en su última temporada como co-defensor del año de la Mountain West Conference.

### Profesional
Fue elegido en la decimotercera posición del Draft de la NBA de 2003 por Memphis Grizzlies, siendo traspasado directamente a Boston Celtics, donde jugó durante 2 temporadas y media. Fue traspasado a Minnesota Timberwolves a mediados de la temporada  2005-06, firmando al año siguiente por Phoenix Suns, equipo al que perteneció hasta que en la temporada 07-08 se fue a Miami Heat junto con Shawn Marion a cambio de Shaquille O'Neal.
El 13 de febrero de 2009 fue traspasado a Toronto Raptors junto con Shawn Marion por Jermaine O'Neal y Jamario Moon.
El 20 de noviembre de 2010, Banks fue traspasado a New Orleans Hornets junto con Jarrett Jack y David Andersen a cambio de Peja Stojaković y Jerryd Bayless.
Los últimos años de su carrera como jugador profesional transcurrieron fuera de su país, jugando en equipos de Grecia, Francia, Líbano y Catar. 

### BIG3
En 2017 fue seleccionado por los Ghost Ballers para jugar en el BIG3.

### Selección nacional
Banks representó a su país en el Torneo de las Américas de 2001.

## Estadísticas de su carrera en la NBA

### Temporada regular
| Año     | Equipo    | PJ  | PT | MPP  | %TC  | %3P  | %TL  | RPP | APP | ROB | TPP | PPP  |
| ------- | --------- | --- | -- | ---- | ---- | ---- | ---- | --- | --- | --- | --- | ---- |
| 2003-04 | Boston    | 81  | 2  | 17.1 | .400 | .314 | .756 | 1.6 | 2.2 | 1.1 | .2  | 5.9  |
| 2004-05 | Boston    | 81  | 2  | 14.1 | .402 | .356 | .742 | 1.6 | 1.9 | .8  | .2  | 4.6  |
| 2005-06 | Boston    | 18  | 1  | 14.9 | .413 | .316 | .900 | 1.1 | 1.8 | .4  | .0  | 5.5  |
| 2005-06 | Minnesota | 40  | 28 | 30.7 | .479 | .364 | .778 | 2.9 | 4.7 | 1.2 | .3  | 12.0 |
| 2006-07 | Phoenix   | 45  | 1  | 11.2 | .429 | .172 | .800 | .8  | 1.3 | .5  | .1  | 4.9  |
| 2007-08 | Phoenix   | 24  | 1  | 12.9 | .404 | .385 | .750 | .8  | 1.0 | .3  | .3  | 5.2  |
| 2007-08 | Miami     | 12  | 2  | 21.6 | .512 | .405 | .789 | 2.1 | 3.0 | .5  | .4  | 9.5  |
| 2008-09 | Miami     | 16  | 0  | 10.4 | .385 | .143 | .667 | .9  | 1.4 | .6  | .1  | 2.6  |
| 2008-09 | Toronto   | 6   | 0  | 6.7  | .333 | .200 | .333 | .5  | 1.0 | .2  | .0  | 2.3  |
| 2009-10 | Toronto   | 22  | 0  | 11.1 | .534 | .292 | .828 | 1.0 | 1.2 | .6  | .1  | 5.0  |
| 2010-11 | Toronto   | 3   | 0  | 7.3  | .000 | .000 | .750 | .3  | 1.0 | .3  | .0  | 2.0  |
| Total   | Total     | 348 | 37 | 16.0 | .432 | .327 | .768 | 1.5 | 2.1 | .8  | .2  | 5.9  |

### Playoffs
| Año     | Equipo  | PJ | PT | MPP  | %TC  | %3P  | %TL   | RPP | APP | ROB | TPP | PPP |
| ------- | ------- | -- | -- | ---- | ---- | ---- | ----- | --- | --- | --- | --- | --- |
| 2003-04 | Boston  | 4  | 0  | 15.0 | .438 | .400 | 1.000 | 1.8 | 1.8 | .5  | .2  | 5.0 |
| 2004-05 | Boston  | 7  | 0  | 15.1 | .448 | .500 | .500  | 1.6 | 1.0 | .6  | .0  | 4.6 |
| 2006-07 | Phoenix | 2  | 0  | 3.5  | .000 | .000 | 1.000 | .0  | .5  | .0  | .0  | 1.0 |
| Total   | Total   | 13 | 0  | 13.3 | .426 | .417 | .750  | 1.4 | 1.2 | .5  | .1  | 4.2 |